# Kyrie (chanson)
Pour les articles homonymes, voir Kyrie.
Singles de Mr. Mister
Broken Wings
(1985) Is It Love
(1986)
Clip vidéo
[vidéo] « Kyrie », sur YouTube
Kyrie est une chanson du groupe de rock américain Mr. Mister sortie en single le 21 décembre 1985, extraite de l'album Welcome to the Real World (en).
Elle est écrite et composée par Richard Page, Steve George (tous deux membres du groupe) et John Lang.
Comme le précédent single Broken Wings, il se classe en tête des ventes aux États-Unis et au Canada.

## Signification du titre
Le titre se réfère au Kyrie, chant liturgique des Églises catholique et orthodoxe. La phrase Kyrie eleison, qui signifie en grec « Seigneur, prends pitié » ou « Seigneur, aie pitié », est reprise dans les paroles de la chanson : Kyrie eleison, down the road that I must travel.

## Clip
Réalisé par Nick Morris (en), le clip vidéo montre le groupe sur scène et dans les coulisses lors de sa tournée en première partie du Private Dancer Tour de Tina Turner en 1985,.

## Classements hebdomadaires
| Classement (1986)                         | Meilleure position |
| ----------------------------------------- | ------------------ |
| Afrique du Sud (Springbok Radio)          | 21                 |
| Allemagne (GfK Entertainment)             | 7                  |
| Australie (Kent Music Report)             | 11                 |
| Autriche (Ö3 Austria Top 40)              | 5                  |
| Belgique (Flandre Ultratop 50 Singles)    | 7                  |
| Canada (RPM 100 Singles)                  | 1                  |
| États-Unis (Billboard Hot 100)            | 1                  |
| États-Unis (Mainstream Rock Tracks chart) | 1                  |
| Irlande (IRMA)                            | 6                  |
| Italie (FIMI)                             | 51                 |
| Norvège (VG-lista)                        | 1                  |
| Nouvelle-Zélande (RMNZ)                   | 30                 |
| Pays-Bas (Nederlandse Top 40)             | 6                  |
| Pays-Bas (Single Top 100)                 | 7                  |
| Royaume-Uni (UK Singles Chart)            | 11                 |
| Suède (Sverigetopplistan)                 | 6                  |
| Suisse (Schweizer Hitparade)              | 3                  |

## Certification
| Pays                  | Certification | Unités certifiées |
| --------------------- | ------------- | ----------------- |
| Canada (Music Canada) | Or            | 50 000            |